# Église presbytérienne Cumberland en Amérique
La Cumberland Presbyterian Church in America (CPCA - Église presbytérienne Cumberland en Amérique) est une église presbytérienne africaine-américaine née en 1874 au sein de l'Église presbytérienne Cumberland. Malgré la scission, les deux églises ont gardé des structures communes. Elle est membre de l'ARM. Elle compte plus de 6 500 fidèles dans presque 150 paroisses.